# Maria Lettberg
Maria Lettberg (* 28. Oktober 1970 in Riga) ist eine schwedische Pianistin, die in Berlin lebt.

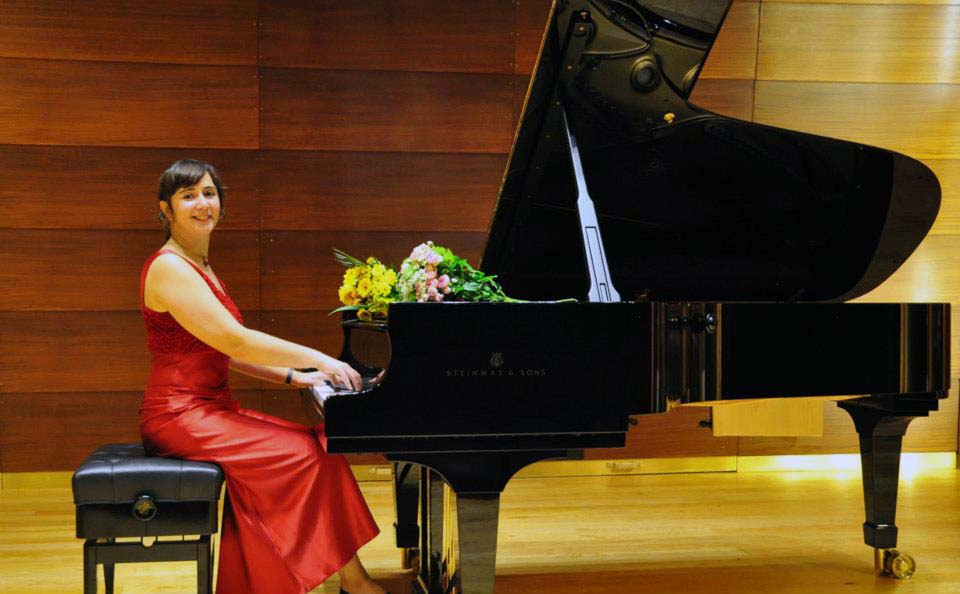
Maria Lettberg in der Hamburger Laeiszhalle (2012)

## Leben und Wirken
Maria Lettberg ist die Tochter eines Universitätsprofessors für russische Literatur und einer Mathematikerin. Sie begann im Alter von sieben Jahren mit dem Klavierspiel und besuchte die Zentrale lettische Eliteschule für musikalisch begabte Kinder. Ihr Studium am Sankt Petersburger Konservatorium schloss sie mit dem Konzertexamen ab. Weitere Studien führten sie an die Königliche Musikhochschule Stockholm und die Sibelius-Akademie in Helsinki. Ihre Lehrer waren Tatjana Zagorovskaja, Andrej Gavrilov, Paul Badura-Skoda, Menachem Pressler, Emanuel Krasovsky, Roland Pöntinen und Matti Raekallio. Im Jahr 2008 wurde sie an der Sibelius-Akademie promoviert. Thema der Dissertation war ein „Historischer Überblick über Tendenzen in der Interpretation von Alexander Skrjabins Klaviersonate Nr. 10. Eine komparative pianistische Analyse“.
Schwerpunkte von Lettbergs Konzertrepertoire sind Werke von Brahms, Schumann, Liszt, Chopin, Skrjabin sowie Debussy, Prokofjew, Schnittke und Bach. Daneben spielt sie regelmäßig Werke wenig bekannter, insbesondere skandinavischer und russischer Komponisten. Eine langjährige Zusammenarbeit verbindet sie mit Deutschlandradio Kultur.
Es liegen mehrere CD-Einspielungen vor, darunter die Gesamteinspielung des Solo-Klavierwerkes von Alexander Skrjabin sowie sein „Opus posthum“ – seine Jugendwerke und Werke seines Sohnes Julian Skrjabin, die ohne Opuszahl blieben. In Anlehnung an Skrjabins Ideen initiierte und leitete Lettberg dabei zwei Projekte unter dem Titel „Mysterium“, wobei musikalische und visuelle Aspekte miteinander verknüpft wurden.
Lettberg wurde für ihre Aufnahme der Klavierkonzerte von Sara Lewina für den Grammy Award 2018 in der Kategorie „Best Classical Instrumental Solo“ (Beste klassische Instrumental-Solodarbietung) nominiert.

## Diskografie
- Alexander Skrjabin: Das Solo-Klavierwerk. CD und DVD „Mysterium – The Multimedia Project“ (Deutschlandradio Kultur/Capriccio; 2008)
- Alfred Schnittke: Die Klavierkonzerte Nr. 1–3. Mit Ewa Kupiec, Rundfunk-Sinfonieorchester Berlin, Dirigent: Frank Strobel (Deutschlandradio Kultur/Phoenix Edition; 2008)
- Erkki Melartin: The Solo-Pianoworks (Deutschlandradio Kultur/Crystal Classics; 2011)
- Alfred Schnittke: Piano Concerto No. 2, Piano Quintet, Piano Quartet. Mit Ewa Kupiec, Petersen Quartett, Rundfunk-Sinfonieorchester Berlin, Dirigent: Frank Strobel (Deutschlandradio Kultur/Crystal Classics; 2011)
- Opus Posthum. Alexander & Julian Skrjabin. Frühes Klavierwerk (Deutschlandradio Kultur/Es-Dur Hamburg; 2012)
- Der Zaubergarten – The Enchanted Garden. Pianotranskriptionen russischer Bühnenwerke, Mikhail Glinka, Nikolai Rimski-Korsakow und Igor Stravinsky. (Deutschlandradio Kultur/Es-Dur Hamburg; 2013)
- Poème de l'extase. Werke von Alexander Skrjabin, Olivier Messiaen, Franz Liszt, Manfred Kelkel, Harald Banter (Deutschlandradio Kultur/Es-Dur Hamburg; 2015)
- Zara Levina: The Piano Concertos. Mit dem Rundfunk-Sinfonieorchester Berlin, Dirigentin: Ariane Matiakh (Deutschlandradio Kultur/Capriccio; 2017)
- Zara Levina. Piano Sonatas Nos. 1 & 2, Violin Sonata, Poème, Canzonetta, Hebrew Rhapsody. Mit Yury Revich, Gernot Adrion, Ringela Riemke, Katia Tchemberdji (Deutschlandradio Kultur/Capriccio; 2019)
- Europolis - European Sound: A musical Journey through 27 countries of the European Union (OehmsClassics, Naxos Deutschland Musik; 2025)

## Publikationen
- Alfred Schnittke´s Piano Trio: Learning and Performin. In: The Practice of Practising (Orpheus Research Centre in Music Series), Leuven University Press, 2011.
- Alexander Skrjabin som pianist. Tekniska aspekter och estetiska principer. In: Finaali, Journal of Musical Performance and Research, Sibelius-Akademie, 2004.
- Tendenser inom interpretationer av Alexander Skrjabins pianosonat nr 10: En jämförande pianistisk analys. Dissertation, Sibelius-Akademie, DokMus-tohtorikoulu, EST numero 20, 2008.[5]